# Sandu Teleajen
Sandu Teleajen, pe numele real Stelian Alexandru P. Morcovescu, (n. 6/18 februarie 1893, Homorâciu, România – d. august 1963, Iași, România) a fost un actor, poet, prozator și dramaturg român.

## Biografie
S-a născut în februarie 1893 în satul Homorâciu din județul Prahova, de pe valea Teleajenului, în familia învățătorului Platon Morcovescu și al soției sale, Ana (n. Manole). A urmat studii la școala primară din satul natal, liceul la Ploiești, apoi cursurile Facultății de Filosofie, pe care le-a început la Universitatea din București și le-a terminat la Universitatea din Iași. A frecventat cursuri, de asemenea, la Conservatorul din Iași. A fost ofițer activ în timpul Primului Război Mondial.
S-a stabilit după război la Iași, unde a fost începând din 1918 a fost artist societar la Teatrul Național din Iași, activând în paralel timp de patru ani ca profesor de psihologie și estetică la Conservatorul din Iași și îndeplinind funcția de director al Teatrului Național din Iași în perioada 1937-1939. A fost director de trupă teatrală și a deținut o perioadă un restaurant numit „Grădina Esperidelor”.
A desfășurat o bogată activitate jurnalistică: a redactat revista Cuvântul nostru (1912) și, împreună cu alții, publicațiile Gândul nostru (1921-1928), Pagini moldovene și Cadran. Revista Gândul nostru, pe care Nicolae Iorga o considera „foarte modestă”, a fost fondată la Iași în decembrie 1921 de Sandu Teleajen, împreună cu actorul Ștefan Braborescu, cu poetul Aurelian Păunescu, cu romancierul Ionel Teodoreanu, cu povestitorii A. Alexandrescu și Adrian Pascu și cu poeții Al. Al. Leontescu, L. Negruzzi, Emil Serghie, Const. Goran, Emil Bărbulescu, M. și Gr. M. Sturdza. În cadrul acestei reviste au mai colaborat scriitori provinciali ca Septimiu Popa, G. Tutoveanu, I. Iov, N. N. Beldiceanu, George Voevidca, I. Buzdugan, Nicolae Batzaria, Al. Iacobescu, Ion Dongorozi, Mihail Moșandrei, Sabina Paulian, Radu Gyr, Titu Hotnog, G. M. Vlădescu ș.a. Revista avea un caracter tradiționalist și își asuma obligația de a păstra „idealismul firii noastre și toată cuminția moștenită de la bătrîni”, ridiculizând creațiile literare moderne ale lui Ion Barbu, Lucian Blaga și Tudor Arghezi.

## Activitatea literară
Sandu Teleajen a debutat editorial în 1912 cu placheta de poezii Lacrimi de copii. A colaborat cu articole, cronici și fragmente literare în paginile publicațiilor Adevărul literar și artistic, Sburătorul, Flacăra, Tribuna, Însemnări ieșene, Revista Fundațiilor Regale, Flamura, Azi, Teatrul, Țara-de-jos Năzuința, Lectura pentru toți ș.a. Sandu Teleajen provenea din cercul literar al revistei ieșene Viața Românească și a fost cunoscut în epocă îndeosebi pe plan local.
A avut o orientare literară tradiționalistă (îndeosebi sămănătoristă), fiind preocupat de prezentarea unor momente din trecutul neamului românesc, de interpretarea modernă a baladelor și legendelor populare și de descrierea vieții în târgurile românești de la începutul secolului al XX-lea. Într-o carieră de scriitor întinsă pe o perioadă de peste patru decenii a cultivat mai multe specii literare precum schița și nuvela (Casa cu mușcate albe, 1925; Poveștile lui Hinu Ion, 1925; Ard zăpezile, 1962), poezia (Lacrimi de copii, 1912; Au înflorit castanii, 1924), piesa de teatru (Craiul-Vânt, 1925; Cuiburi sfărâmate, 1925; Moșnenii, 1927) și romanul (Porunca inimii, 1933; Drumul dragostei, 1934; Turnuri în apă, 1935; O fată singură, 1937; Legiunea de onoare, 1940), creând o literatură evocativă cu accente lirice.
După ce s-a făcut cunoscut ca poet și dramaturg, Sandu Teleajen a publicat câteva romane erotice fără valoare. Drumul dragostei (1935) prezintă problemele sentimentale ale unui bărbat pe nume Corneliu, care a suferit o inhibiție sexuală în tinerețe după ce fusese respins de Nuța și va fi vindecat mai târziu de aceeași femeie, care căzuse între timp în patima prostituției. Romanul, a cărui acțiune se petrece în timpul războiului, abundă în scene senzuale și nu urmărește evoluția psihologică a personajelor. Legiunea de onoare (1940) este un roman de război care, fără a avea „o viziune măreață și impresionantă” a evenimentelor istorice din perioada Războiului de Întregire, conține mai multe pagini emoționante, lipsite de patetism.
Sandu Teleajen a tradus piese de teatru scrise de Racine, Molière, Henri Duvernois, Luigi Pirandello, Pierre Wolff, pe care însă nu le-a publicat. Uneori a folosit și pseudonimele St. P. Morcovescu, Sandu Tel. și Tudor Zăganu.

## Opinii critice cu privire la opera sa literară
Schițele și nuvelele publicate în volumul Casa cu mușcate albe (1925) și în revista Glasul nostru („Un basm cu lacrimi și cu flori”, „Ursitul Ielelor”) au atras atenția istoricului Nicolae Iorga, care le-a recomandat stăruitor în articolul „Numai un povestitor” (publicat la 12 iulie 1925 în Universul literar) și a scris ulterior că ele „întrec cu mult literatura alambicată a povestirilor la modă”, fiind „pline de adevăr și de emoție”. Concepute în stil neosămănătorist, povestirile lui Sandu Teleajen au ca personaje boieri patriarhali și înțelepți, interesați de bunăstarea comunităților rurale. Drama Moșnenii (1927) prezintă realitatea tragică a mizeriei țăranilor de pe valea Ialomiței, așa cum reies din amintirile autorului, conținând tipuri umane vii. Alte povestiri precum „Zane vătaful” și „Descîntecul logofătului Ghiță Canta” sunt lăudate de istoric pentru prezentarea cu „adîncă pricepere” a trecutului. Nicolae Iorga concluzionează entuziast că „nuvela romănească nu dăduse de la Sadoveanu nimic mai bun”.
Criticul Eugen Lovinescu considera că scrierile literare ale lui Sandu Teleajen sunt, de fapt, „povestiri moldovenești, nostalgice, sentimentale, melancolice”, cu accent pe epica lirică, evocativă, și fără analiză psihologică. Spre deosebire de povestirile din primele volume, care sunt „un fel de recrudescență agresivă a sămănătorismului patriarhal, cu ton de duioșie lăcrimoasă și exagerații lexicale și fonetice”, romanele publicate ulterior: Porunca inimii (1933) și, mai ales, Drumul dragostei (1934) și Turnuri în apă (1935) reprezintă „un mare progres”, fără a depăși totuși nivelul povestirii moldovenești evocative.
Elogierea prozei lui Sandu Teleajen de către Nicolae Iorga l-a înfuriat pe criticul George Călinescu care a susținut că Sandu Teleajen este „un publicist fără nici un talent”, care are însă meritul că este originar dintr-o localitate apropiată de Vălenii de Munte, reședința de vară a istoricului. Călinescu îl considera pe Iorga un erudit cu o personalitate covârșitoare, care dovedea însă un conservatorism structural în interpretarea operelor literare și cenzura literatura în numele unor idei vechi, respingând tot ce este modern. În opinia lui Călinescu, istoricul folosea un aparat critic superficial și crea impresia că nu înțelege nimic din literatură, respingând autori ca Liviu Rebreanu și Camil Petrescu pentru a lăuda autori obscuri. În ceea ce-l privește pe Sandu Teleajen, renumitul critic afirma că scrierile sale poetice și teatrale sunt „fără însemnătate” și considera că romanele sale sunt „triviale”, prin cumularea în stil gazetăresc a unor știri mondene și prin înfățișarea Iașului „ca o colonie de alcoolici”.
Istoricul literar Z. Ornea îl considera pe Sandu Teleajen un manufacturier modest în genul neosămănătoriștilor Al. Lascarov-Moldovanu, Ion Dongorozi, Eugen Boureanul, Mihail Lungianu sau Vasile Savel. Proza lor este artificială și searbădă, cu un idilism accentuat printr-un exces de figuri de stil și fără o minimă analiză psihologică, fiind „ternă, egală și pustie ca un teren pârjolit, în ciuda duioșiei micului romantism care o scaldă lăcrimos din abundență”.

## Opera
- Lacrimi de copii, poezii, Tipografia „Progresul”, Ploiești, 1912;
- Au înflorit castanii, cântece și balade, Institutul de Arte Grafice „Viața Romînească”, Iași, 1924;
- Casa cu mușcate albe, nuvele și schițe, Institutul de Arte Grafice „Viața Romînească”, Iași, 1925;
- Poveștile lui Hinu Ion, Biblioteca „Dimineața, nr. 22, București, 1925;
- Cuiburi sfărâmate, dramă în 3 acte, Institutul de Arte Grafice „Viața Romînească”, Iași, 1925 (în colab. cu Adrian Pascu);
- Craiul-Vânt, poem dramatic în 3 acte, Biblioteca Semănătorul, Ed. Librăriei diecezane, Arad, 1926 (în colab. cu Adrian Pascu);
- Moșnenii, dramă în 3 acte, Biblioteca Semănătorul, Ed. Librăriei diecezane, Arad, 1927;
- Porunca inimii, roman în două părți (I. Umbră și vis; II. Răscrucile dragostii), Colecția revistei „Pagini Moldovene”, Tipografia N. Goldner, Iași, 1933;
- Drumul dragostei, roman, Ed. Cultura Națională, București, 1934;
- Turnuri în apă, roman, Ed. „Cugetarea - Delafras”, București, 1935 (altă ed., Ed. Apollonia, Iași, 1997);
- O fată singură, roman, Ed. „Cugetarea - Delafras”, București, 1937;
- Legiunea de onoare, roman, Ed. „Cugetarea - Delafras”, București, 1940;
- Ard zăpezile, povestiri, Ed. Tineretului, București, 1962.

## Distincții
- Ordinul Muncii clasa a III-a (7 iunie 1957) „cu prilejul aniversării a 140 de ani de la reprezentarea primului spectacol în limba romînă pe scena Teatrului Național „Vasile Alecsandri” din Iași, pentru merite deosebite în activitatea artistică” (menționat acolo ca Morcovescu Stelian Teleajen)[24]